# Loče (Brežice, Slovenija)
Loče je naselje u Općini Brežice u istočnoj Sloveniji. Loče se nalazi u pokrajini Dolenjskoj i statističkoj regiji Donjoposavskoj. 

## Stanovništvo
Prema popisu stanovništva iz 2002. godine Loče su imale 231 stanovnika.

### Etnički sastav
1991. godina:
- Slovenci: 246 (94,6%)
- Hrvati: 14 (5,4%)

## Vanjske poveznice
- Satelitska snimka naselja  Arhivirana inačica izvorne stranice od 29. srpnja 2017. (Wayback Machine)